# Kobayashi, Miyazaki
Kobayashi (小林市 Kobayashi-shi) là một thành phố thuộc tỉnh Miyazaki, Nhật Bản.